# Raión de Seguezha
El raión de Seguezha (ruso: Сеге́жский райо́н; carelio: Segežan piiri) es un distrito administrativo (raión) de la república rusa de Carelia. Se ubica en el centro-este de la república, limitando al este con la óblast de Arcángel. Su capital es Seguezha. Desde 2023, su autogobierno local tiene la forma jurídica de ókrug municipal, por lo que todo su territorio se gobierna por un solo ayuntamiento.
En 2019, el raión tenía una población de 35 854 habitantes.
El raión comprende las tierras que rodean al lago Vygózero, que ocupa buena parte del territorio distrital. Alberga un total de 36 localidades. Antes de la formación del ókrug municipal en 2023, se dividía en seis entidades locales: la ciudad de Seguezha, el asentamiento de tipo urbano de Nadvoitsy y los asentamientos rurales de Valdái, Ídel, Popov Porog y Chiornyi Porog. Estas seis entidades locales se conservan como mera subdivisión geográfica de desconcentración administrativa y ya no tienen ayuntamiento propio.